# Empire (magasin)
Empire er et britisk filmmagasin, der bliver udgivet på månedlig basis af Bauer Consumer Media i den Hamburgbaserede Bauer Media Group. Fra første nummer i juli 1989 blev magasinet redigeret af Barry McIlheney og udgivet af Emap. Bauer købte Emap Consumer Media i begyndelsen af 2008. Det er det bedst sælgende filmmagsin i Storbritannien, og det bliver også udgivet i USA, Australien, Tyrkiet, Rusland Italien og Portugal. Empire arrangerer den årlige Empire Awards der blev sponsoreret af Sony Ericsson, og fra 2009 af Jameson. Priserne bliver givet på baggrund af læsernes stemmer.

## Mesterværker
En regelmæssig tilbagevendende ting i bladet, siden nummer 167, er de såkaldte mesterværker, hvor en film udvalgt af Empire får en tosiders artikel i Re.View-sektionen. Valget af film er tilfældig, og følger ikke et specifikt mønster. Der er kun ganske få udgaver, siden nummer 167, der ikke indeholder et mesterværk – 169, 179, 196, 197, 198 og 246. I nummer 240 har lederen af bladet, Frank Darabont, udvalgt 223 mesterværker, men den bruger ikke magasinet Mæsterværks-nummerering.
Mesterværksfilmene indtil videre har været:
1. Tyren fra Bronx (Nummer 167, maj 2003)
2. Borte med blæsten (Nummer 168, juni 2003)
3. En verden udenfor (Nummer 170, august 2003)
4. Casablanca (Nummer 171, september 2003)
5. Blade Runner (Nummer 172, oktober 2003)
6. Det søde liv (Nummer 173, november 2003)
7. Ondskabens hotel (Nummer 174, december 2003)
8. Den tredje mand (Nummer 175, januar2004)
9. Les quatre cents coups (Nummer 176, februar2004)
10. Sensationen (Nummer 177, marts 2004)
11. Schindlers liste (Nummer 178, april 2004)
12. The Godfather (Nummer 180, juni 2004)
13. King Kong (Nummer 181, juli 2004)
14. De syv samuraier (Nummer 182, august 2004)
15. Fight Club (Nummer 183, september 2004)
16. Tokyo Story (Nummer 184, oktober 2004)
17. Annie Hall (Nummer 185, november 2004)
18. Frankensteins brud (Nummer 186, december 2004)
19. Det er herligt at leve (Nummer 187, januar2005) (incorrectly labelled as No. 18 in the magazine)
20. This Is Spinal Tap (Nummer 188, februar2005)
21. Ondskabens øjne (Nummer 189, marts 2005)
22. L'Atalante (Nummer 190, april 2005)
23. L.A. Confidential (Nummer 191, maj 2005)
24. Forfølgeren (Nummer 192, juni 2005)
25. Do The Right Thing (Nummer 193, juli 2005)
26. Brief Encounter (Nummer 194, august 2005)
27. Brazil (Nummer 195, september 2005)
28. I storbyens havn (Nummer 199, januar2006)
29. Gøgereden (Nummer 200, februar2006)
30. Rom, åben by (Nummer 201, marts 2006)
31. The General (Nummer 202, april 2006)
32. Udflugt med døden (Nummer 203, maj 2006)
33. The French Connection (Nummer 204, juni 2006)
34. Slaget om Algiers (Nummer 205, juli 2006)
35. Das Boot (Nummer 206, august 2006)
36. Rødt chok (Nummer 207, september 2006)
37. En kvinde skygges (Nummer 208, oktober 2006)
38. Ringenes Herre (Nummer 209, november 2006)
39. Ingen er fuldkommen (Nummer 210, december 2006)
40. Troldmanden fra Oz (Nummer 211, januar2007)
41. Frygtens pris (Nummer 212, februar2007)
42. Dagens skønhed (Belle de Jour) (Nummer 213, marts 2007)
43. El espíritu de la colmena (Nummer 214, april 2007)
44. Die Hard (Nummer 215, maj 2007)
45. A Clockwork Orange (Nummer 216, juni 2007)
46. Performance (Nummer 217, juli 2007)
47. [[REDIRECT Han, hun og leoparden]] (Nummer 218, august 2007)
48. Den gode, den onde og den grusomme (Nummer 219, september 2007)
49. The Big Sleep (Nummer 220, oktober 2007)
50. Himmelske dage (Nummer 221, november 2007)
51. Caligaris kabinet (Nummer 222, december 2007)
52. Cykeltyven (Nummer 223, januar2008)
53. Cabaret (Nummer 224, februar2008)
54. Den vilde bande (Nummer 225, marts 2008)
55. Glengarry Glen Ross (Nummer 226, april 2008)
56. Fluen (Nummer 227, maj 2008)
57. Out of the Past (Nummer 228, juni 2008)
58. Skjulte øjne (Nummer 229, juli 2008)
59. Forbidden Planet (Nummer 230, august 2008)
60. The Night of the Hunter (Nummer 231, september 2008)
61. Network (Nummer 232, oktober 2008)
62. Kind Hearts and Coronets (Nummer 233, november 2008)
63. Dr. Strangelove (Nummer 234, december 2008)
64. Rio Bravo (Nummer 235, januar2009)
65. 8½ (Nummer 236, februar2009)
66. Spartacus (Nummer 237, marts 2009)
67. Fuglene (Nummer 238, april 2009)
68. Goodfellas (Nummer 239, maj 2009)
69. Tre mand søger guld (Nummer 241, juli 2009)
70. Amadeus (Nummer 242, august 2009)
71. Dræb ikke en sangfugl (Nummer 243, september 2009)
72. Suspiria (Nummer 244, oktober 2009)
73. Kiss Me Deadly (Nummer 245, november 2009)
74. Magnolia (Nummer 247, januar2010)
75. Alt om Eva (Nummer 248, februar2010)
76. Alle præsidentens mænd (Nummer 249, marts 2010)
77. Fitzcarraldo (Nummer 250, april 2010)
78. McCabe & Mrs. Miller (Nummer 251, maj 2010)
79. Rififi (Nummer 252, juni 2010)
80. Det beskidte dusin (Nummer 253, juli 2010)
81. Now, Voyager (Nummer 254, august 2010)
82. Diligencen (Nummer 255, september 2010)
83. Solaris (Nummer 256, oktober 2010)
84. The Court Jester (Nummer 257, november 2010)
85. Knife in the Water (Nummer 258, december 2010)
86. Stalag 17 (Nummer 259, januar2011)
87. Sleeper (Nummer 260, februar2011)
88. Lost Horizon (Nummer 261, marts 2011)
89. Nashville (Nummer 262, april 2011)
90. Chinatown (Nummer 263, maj 2011)
91. Kvinden uden samvittighed (Nummer 264, juni 2011)
92. Afrikas dronning (Nummer 265, juli 2011)
93. Sunset Boulevard (Nummer 266, august 2011)
94. Vidnet (Nummer 267, september 2011)
95. Manhattan (Nummer 268, oktober 2011)
96. Da Harry mødte Sally (Nummer 269, november 2011)
97. Passport to Pimlico (Nummer 270, december 2011)
98. Fargo (Nummer 271, januar2012)
99. Mr. Smith Goes to Washington (Nummer 272, februar2012)
100. E.T. (Nummer 273, marts 2012)
101. Sweet Smell of Success (Nummer 274, april 2012)
102. Motorsavsmassakren (Nummer 275, maj 2012)
103. Badlands (Nummer 276, juni 2012)
104. Citizen Kane (Nummer 277, juli 2012)
105. Eyes Without a Face (Nummer 278, august 2012)
106. The Apartment (Nummer 279, september 2012)
107. Leoparden (Nummer 280, oktober 2012)
108. Vestens hårde halse (Nummer 281, november 2012)
109. En ny dag truer (Nummer 282, december 2012)
110. The Thief Of Bagdad (Nummer 283, januar2013)
111. Rosemary's Baby (Nummer 284, februar2013)
112. Night and the City (Nummer 285, marts 2013)
113. Top Hat (Nummer 286, april 2013)
114. Fagre voksne verden (Nummer 287, maj 2013)
115. Twelve Angry Men (Nummer 288, juni 2013)
116. Big Wednesday (Nummer 289, juli 2013)
117. Seven (Nummer 290, august 2013)
118. Kokken, tyven, hans kone og hendes elsker (Nummer 291, september 2013)
119. Throne of Blood (Nummer 292, oktober 2013)
120. M (Nummer 293, november 2013)
121. Oldboy (Nummer 294, december 2013)
122. Ved vejs ende (Nummer 295, januar2014)
123. Sex, Løgn og videofilm (Nummer 296, februar2014)
124. Pulp Fiction (Nummer 297, marts 2014)
125. Scream (Nummer 298, april 2014)
126. Toy Story (Nummer 299, maj 2014)
127. The Blair Witch Project (Nummer 300, juni 2014)
128. The Truman Show (Nummer 301, juli 2014)
129. De andres liv (Nummer 302, august 2014)
130. Topsy-Turvy (Nummer 304, oktober 2014)
131. Terminator 2: Dommedag (Nummer 305, november 2014)
132. City of God (Nummer 306, december 2014)
133. Pans labyrint (Nummer 307, januar2015)
134. Red River (Nummer 308, februar2015)
135. Rocky (Nummer 309, marts 2015)
136. Intolerance (Nummer 310, april 2015)
137. Skønheden og udyret (Nummer 311, maj 2015)
138. The 39 Steps (Nummer 312, juni 2015)
139. The Before-tilogien: Before Sunrise, Before Sunset, Before Midnight (Nummer 313, juli 2015)
140. JFK (Nummer 314, august 2015)
141. In the Mood for Love (Nummer 315, september 2015)
142. Paradisets børn (Nummer 316, oktober 2015)
143. Paris, Texas (Nummer 317, november 2015)
144. Halloween (Nummer 318, december 2015)
145. Hard Boiled (Nummer 319, januar2016)
146. The Last Picture Show (Nummer 320, februar2016)
147. Blue Velvet (Nummer 321, marts 2016)